# Lomira
Lomira ist eine Gemeinde (mit dem Status „Village“) im Dodge County im US-amerikanischen Bundesstaat Wisconsin. Im Jahr 2010 hatte Lomira 2430 Einwohner.

## Geografie
Lomira liegt im mittleren Südosten Wisconsins. Die geografischen Koordinaten von Lomira sind 43°35'29" nördlicher Breite und 88°26'37" westlicher Länge. Der Ort erstreckt sich über eine Fläche von 5,28 km².
Nachbarorte von Lomira sind Fond du Lac (20,7 km nördlich), Eden (18,9 km nordöstlich), Campbellsport (14,8 km östlich), Kewaskum (23 km südöstlich), Theresa (9,1 km südlich), Mayville (17,8 km südwestlich), Waupun (26,7 km westlich) Brownsville (6,5 km nordwestlich) und Oakfield (18,8 km in der gleichen Richtung).
Die nächstgelegenen größeren Städte sind Green Bay am Michigansee (122 km nordnordöstlich), Wisconsins größte Stadt Milwaukee (79,5 km südöstlich), Chicago in Illinois (229 km südsüdöstlich), Rockford in Illinois (187 km südsüdwestlich) und Wisconsins Hauptstadt Madison (115 km südwestlich).

## Verkehr
Entlang des östlichen Ortsrandes verläuft der vierspurig ausgebaute U.S. Highway 41, der die kürzeste Verbindung von Milwaukee und Fond du Lac bildet. Im Zentrum von Lomira treffen die Wisconsin State Highways 67 und 175 zusammen. Alle weiteren Straßen sind untergeordnete Landstraßen, teils unbefestigte Fahrwege sowie innerörtliche Verbindungsstraßen.
Durch Lomira verläuft in Nord-Süd-Richtung eine Eisenbahnstrecke der zur Canadian Pacific Railway gehörenden Wisconsin Central.
Mit dem Fond du Lac County Airport befindet sich 23,7 km nördlich ein kleiner Flugplatz. Die nächsten Verkehrsflughäfen sind der Dane County Regional Airport in Madison (111 km südwestlich) und der Milwaukee Mitchell International Airport in Milwaukee (89,4 Kilometer südöstlich).

## Bevölkerung
Nach der Volkszählung im Jahr 2010 lebten in Lomira 2430 Menschen in 1002 Haushalten. Die Bevölkerungsdichte betrug 460,2 Einwohner pro Quadratkilometer. In den 1002 Haushalten lebten statistisch je 2,39 Personen. 
Ethnisch betrachtet setzte sich die Bevölkerung zusammen aus 95,2 Prozent Weißen, 0,7 Prozent Afroamerikanern, 0,5 Prozent amerikanischen Ureinwohnern, 0,3 Prozent Asiaten sowie 1,7 Prozent aus anderen ethnischen Gruppen; 1,6 Prozent stammten von zwei oder mehr Ethnien ab. Unabhängig von der ethnischen Zugehörigkeit waren 4,6 Prozent der Bevölkerung spanischer oder lateinamerikanischer Abstammung. 
24,7 Prozent der Bevölkerung waren unter 18 Jahre alt, 62,9 Prozent waren zwischen 18 und 64 und 12,4 Prozent waren 65 Jahre oder älter. 49,7 Prozent der Bevölkerung war weiblich.
Das mittlere jährliche Einkommen eines Haushalts lag bei 48.893 USD. Das Pro-Kopf-Einkommen betrug 24.009 USD. 5,7 Prozent der Einwohner lebten unterhalb der Armutsgrenze.